# Lijst van voetbalinterlands Guinee - Zimbabwe
Deze lijst van voetbalinterlands is een overzicht van alle officiële voetbalwedstrijden tussen de nationale teams van Guinee en Zimbabwe. De Afrikaanse landen hebben tot op heden tien keer tegen elkaar gespeeld. De eerste wedstrijd, een kwalificatiewedstrijd voor het Wereldkampioenschap voetbal 1994, vond plaats op 2 mei 1993 in Conakry. Het laatste duel, een groepswedstrijd tijdens de Afrika Cup 2021, werd gespeeld in Yaoundé (Kameroen) op 18 januari 2022.

## Wedstrijden
| №  | Plaats  | Datum             | Competitie                   | Wedstrijd         | Uitslag |
| -- | ------- | ----------------- | ---------------------------- | ----------------- | ------- |
| 1  | Conakry | 2 mei 1993        | WK 1994 kwalificatie         | Guinee − Zimbabwe | 3 − 0   |
| 2  | Harare  | 26 september 1993 | WK 1994 kwalificatie         | Zimbabwe − Guinee | 1 − 0   |
| 3  | Conakry | 18 juni 2000      | WK 2002 kwalificatie         | Guinee − Zimbabwe | 3 − 0   |
| 4  | Conakry | 1 juni 2008       | WK 2010 kwalificatie         | Guinee − Zimbabwe | 0 − 0   |
| 5  | Harare  | 7 september 2008  | WK 2010 kwalificatie         | Zimbabwe − Guinee | 0 − 0   |
| 6  | Harare  | 3 juni 2012       | WK 2014 kwalificatie         | Zimbabwe − Guinee | 0 − 1   |
| 7  | Conakry | 16 juni 2013      | WK 2014 kwalificatie         | Guinee − Zimbabwe | 2 − 0   |
| 8  | Harare  | 6 september 2015  | Afrika Cup 2017 kwalificatie | Zimbabwe − Guinee | 1 − 1   |
| 9  | Conakry | 4 september 2016  | Afrika Cup 2017 kwalificatie | Guinee − Zimbabwe | 1 − 0   |
| 10 | Yaoundé | 18 januari 2022   | Afrika Cup 2021              | Zimbabwe − Guinee | 2 − 1   |

## Samenvatting
| Competitie              | Totaal gespeeld | Winst Guinee | Gelijk | Winst Zimbabwe | Doelsaldo Guinee – Zimbabwe |
| ----------------------- | --------------- | ------------ | ------ | -------------- | --------------------------- |
| WK-kwalificatie         | 7               | 4            | 2      | 1              | 9 − 1                       |
| Afrika Cup              | 1               | 0            | 0      | 1              | 1 − 2                       |
| Afrika Cup-kwalificatie | 2               | 1            | 1      | 0              | 2 − 1                       |
| Totaal                  | 10              | 5            | 3      | 2              | 12 − 4                      |

FGF · A-internationals · Guinees vrouwenelftal
1960-1969 ·
1970-1979 ·
1980-1989 ·
1990-1999 ·
2000-2009 ·
2010-2019 ·
2020-2029
AC 1970 ·
AC 1974 ·
AC 1976 ·
AC 1980 ·
AC 1994 ·
AC 1998 ·
AC 2004 ·
AC 2006 ·
AC 2008 ·
AC 2012
1962 ·
1963 ·
1964 ·
1965 ·
1966 ·
1967 ·
1968 ·
1969 ·
1970 ·
1971 ·
1972 ·
1973 ·
1974 ·
1975 ·
1976 ·
1977 ·
1978 ·
1979 ·
1980 ·
1981 ·
1982 ·
1983 ·
1984 ·
1985 ·
1986 ·
1987 ·
1988 ·
1989 ·
1990 ·
1991 ·
1992 ·
1993 ·
1994 ·
1995 ·
1996 ·
1997 ·
1998 ·
1999 ·
2000 ·
2001 ·
2002 ·
2003 ·
2004 ·
2005 ·
2006 ·
2007 ·
2008 ·
2009 ·
2010 ·
2011 ·
2012 ·
2013 ·
2014 ·
2015 ·
2016 ·
2017 ·
2018 ·
2019 ·
2020 ·
2021 ·
2022 ·
2023 ·
2024
Algerije ·
Angola ·
Benin ·
Bermuda ·
Botswana ·
Brazilië ·
Burkina Faso ·
Burundi ·
Cambodja ·
Centraal-Afrikaanse Republiek ·
Chili ·
China ·
Comoren ·
Congo-Brazzaville ·
Congo-Kinshasa ·
DDR ·
Egypte ·
Equatoriaal-Guinea ·
Ethiopië ·
Gabon ·
Gambia ·
Ghana ·
Guinee-Bissau ·
Indonesië ·
Irak ·
Iran ·
Ivoorkust ·
Kaapverdië ·
Kameroen ·
Kenia ·
Kosovo ·
Lesotho ·
Liberia ·
Libië ·
Madagaskar ·
Malawi ·
Mali ·
Marokko ·
Mauritanië ·
Mauritius ·
Mozambique ·
Namibië ·
Niger ·
Nigeria ·
Noord-Korea ·
Oeganda ·
Rwanda ·
Senegal ·
Sierra Leone ·
Soedan ·
Somalië ·
Swaziland ·
Tanzania ·
Togo ·
Tsjaad ·
Tunesië ·
Turkije ·
Vanuatu ·
Venezuela ·
Vietnam ·
Zaïre ·
Zambia ·
Zimbabwe ·
Zuid-Afrika ·
Zuid-Jemen
ZFA ·
Bondscoaches ·
Selecties · 
Topscorers · 
Zimbabwaans vrouwenelftal
1980 – 1989 · 
1990 – 1999 · 
2000 – 2009 · 
2010 – 2019 ·
2020 − 2029
1980 · 
1981 · 
1982 · 
1983 · 
1984 · 
1985 · 
1986 · 
1987 · 
1988 · 
1989 · 
1990 · 
1991 · 
1992 · 
1993 · 
1994 · 
1995 · 
1996 · 
1997 · 
1998 · 
1999 · 
2000 · 
2001 · 
2002 · 
2003 · 
2004 · 
2005 · 
2006 · 
2007 · 
2008 · 
2009 · 
2010 · 
2011 · 
2012 · 
2013 · 
2014 ·
2015 ·
2016 ·
2017 ·
2018 · 
2019 ·
2020 ·
2021 ·
2022 ·
2023
Algerije ·
Angola ·
Australië ·
Bahrein ·
Benin ·
Bosnië en Herzegovina · 
Botswana ·
Brazilië · 
Burkina Faso ·
Burundi ·
Centraal-Afrikaanse Republiek ·
China ·
Comoren ·
Congo-Brazzaville ·
Congo-Kinshasa ·
Djibouti ·
Egypte ·
Eritrea ·
Ethiopië ·
Gabon ·
Ghana ·
Guinee ·
Indonesië ·
Ivoorkust ·
Jordanië ·
Kaapverdië ·
Kameroen ·
Kenia ·
Koeweit ·
Lesotho ·
Liberia ·
Libië ·
Madagaskar ·
Malawi ·
Mali ·
Marokko ·
Mauritanië ·
Mauritius ·
Mozambique ·
Namibië ·
Nigeria ·
Oeganda ·
Oman ·
Rwanda ·
Qatar ·
Saoedi-Arabië ·
Senegal ·
Seychellen ·
Soedan ·
Somalië ·
Swaziland ·
Tanzania ·
Togo ·
Tunesië ·
Vietnam ·
Zaïre ·
Zambia ·
Zuid-Afrika · 
Zwitserland